# Spree (film)
A Nézettségért mindent (eredeti cím: Spree) 2020-as amerikai független horror-szatíra, amelyet Eugene Kotlyarenko rendezett. A film története szerint Kurt Kunkle egy videóblogger, aki sokadik munkájára Uber-sofőrnek áll, és ezt egy fiktív streamingoldalon közvetíti, miután mindenáron hírnevet szeretne, embereket kezd gyilkolni élő adásban. A film szereplő között megtalálható Joe Keery (Stranger Things), Sasheer Zamanta, David Arquette, Kyle Mooney és Mischa Barton. A film executive producere Drake volt.
A Nézettségért mindent 2020. január 24-én mutatkozott be a 2020-as Sundance fesztiválon NEXT kategóriában. RJLE Films mutatta be végül 2020. augusztus 14-én az Egyesült Államokban a mozikban, illetve VOD-on. A film vegyes kritikát kapott. A kritikusok dicsérték Keery teljesítményét.
Magyar szinkronos változat még nem készült a filmből. Egy rajongói szinkron készül belőle a Voice Hero YouTube csatorna által, ami 2024-ban fog megjelenni, „Nézettségért mindent” címmel.

## Cselekmény
Kurt Kunkle (Joe Keery) egy lassan 10 éve dolgozó videóblogger, aki megszállottan hírnevet akar magának a közösségi médiában. Korábbi munkája bébicsősz volt, és egy Bobby (Josh Ovalle) nevű fiúra vigyázott, aki mára már egy többmilliós követőtáborral rendelkező videós lett, erre persze Kurt hamar féltékeny lesz. Kurt rég otthagyta már a bébicsősz állást, Uber-sofőrnek állt, és egy fiktív telefonos alkalmazáson, a Spree-n keresztül szerzi utasait.
2019. április 12-én Kurt elkezdi ámokfutását, először egy Freddie nevű fickót vesz fel utasnak, aki halálát leli, miután beleiszik Kurt által készített mérgezett palackozott vízbe. Ezután szintén ugyanezzel a módszerrel öl meg egy nőt. Azonban Bobbyn kívül senki nem látta, és még Bobby is hamisnak tartja ezeket a halálokat. Kurt később felvesz egy Mario (John DeLuca) nevű férfit, aki jóban van egy Jessie Adams (Sasher Zamanta) nevű lánnyal, és őt is fel veszi. Kurtöt lenyűgözi Jessie, akiről kiderül, hogy felfog lépni egy vígjátékban, amit millióknak fognak közvetíteni. Jessie kiszáll az autóból, míg Kurt és Mario összevesznek, mire Mario kiszáll az autóból, Kurt ekkor megragadja az alkalmat, így elgázolja az autójával Mariót. Ezután Kurt megöl még három embert, ezután az autót vér borítja, így Kurt lemosatja az autót, ahol Bobby elmondja, hogy a streamet senki sem látta, még ő sem. Kurt elmegy Bobby házához, ahol arra kényszeríti Bobbyt, hogy lőjön fel egy streamet, Bobby elkezdi Kurtöt sértegetni a streamben, amire Kurt megöli Bobbyt egy késsel, erre Kurtnek megnő a követőtábora, de még mindenki azt hiszi, ez kamu.
Kurt apja, Kris (David Arquette) megkéri Kurtöt, hogy egy DJ-klubban találkozzanak egy uNo nevű DJ-lánnyal, egy beszélgetés után, uNo posztol Kurtről egy képet Instagramra, amitől Kurt követői megnőnek. Kurt, Kris és uNo elindulnak a városba, Kurt és Kris megáll egy tacóra, míg uNo, Kurt autójában felfedezi Bobby fegyverét, amivel pózolva posztol egy képet. Ezután uNo beleiszik a mérgezett vízbe, és elájul. Kurt ezt felfedezve bepánikol, ezután két rendőr érkezik meg a helyszínre, hogy az "Uber-gyilkos" után nézzenek. Kurt próbálja lepattintani őket, de uNo felébred a kocsiban, és lelövi az egyik rendőrt, mire a másik elmenekül. Kurt beül az autóba, és menekül a többi rendőr elől. Menekülés közben egy szeméttelepen áthaladva összetöri az autóját.

Kurt elsétál Jessie előadására, ahol arra készül, hogy megölje Jessie-t, de figyelmes lesz arra, hogy a közösségi média ellen szólal fel, és elmeséli, hogy egy "idióta" srác elvitte őt egy autóval, és elképesztő volt, hogy csak a népszerűségről beszélt. Jessie ledobja a mikrofonját, és összetöri a telefonját elköszönéskor, amire a nézőközönség megtapsolja a beszédét. Kurt eltérít egy taxit, megöli a sofőrt, a kamerákat felszereli a taxiba, és felszedi Jessie-t hogy "hazavigye"
"Hová viszel, Kurt?"
"Hazaviszlek!"
"Nem erre van a házam, Kurt!
"Jaa, nem hozzád, hozzám megyünk!"

- Jessie és Kurt beszélgetése az autóban
Jessie számára egyértelmű lesz, hogy Kurt megfogja őt ölni. Ezért Jessie egy telefon kábellel kezdi Kurtöt fojtogatni, de Kurt visszaveri Jessie-t. Kurt, Jessie kábult testét a mezőre helyezi ki, és a nézőitől kérdezi meg, mi legyen vele. A nézők megszavazzák, hogy Kurt ölje meg Jessie-t. De Jessie ezalatt felkelt, és mivel Kurt kiszállt az autóból, Jessie elfoglalja azt, és Kurtöt kezdi üldözni. Jessie beleütközik az autóval Kurt házába, ahol Jessie megtalálja Kurt anyjának testét, amire Kris, Kurt apja azt hiszi, Jessie ölte meg, de kiderült, még a nap elején Kurt ölte meg. Kurt lelövi apját, és Jessie-t is leakarta lőni, de kifogyott a tár, így Jessie az autóval nekinyomja Kurtöt a falnak, amitől Kurt meghal. Jessie posztol Kurt holttestével egy képet Instagramra, amitől népszerűvé válik.
Jessie kitüntetést kap, amiért megfékezte Kurt ámokfutását, míg Kurt tettei csak az internet kis köreiben lesznek népszerűek.

## Szereposztás
| Szerep                         | Színész              | Leírás |
| ------------------------------ | -------------------- | --- |
| Kurt Kunkle                    | Joe Keery            | 23 éves fiatal streamer és influenszer. A Spree nevű fiktív telekocsis alkalmazásnál dolgozik. A Spree-n keresztül felvett utasait gyilkolja meg. |
| Jessie Adams                   | Sasheer Zamanta      | Fiatal komikus színésznő. Kurt ámokfutásának egyik túlélője.                                                                                      |
| Kris Kunkle                    | David Arquette       | Kurt iszákos apja, aki teljesen elhidegült fiától. Zenészként és DJ-ként dolgozik.                                                                |
| Miles Manderville              | Kyle Mooney          | Jesse közeli ismerőse. Szintén komikusként keresi a kenyerét.                                                                                     |
| London Sachs                   | Mischa Barton        | Kurt egyik utasa, akivel Kurt egy furóval végez.                                                                                                  |
| Richard Venti                  | Frankie Grande       | Kurt egyik utasa, akit egy csomó véreb fal fel.                                                                                                   |
| Kendra Sheraton                | Lala Kent            | Kurt egyik utasa, akit egy csomó véreb fal fel.                                                                                                   |
| Bobby Bud Lee / Bobby Basecamp | Josh Ovalle          | 17 éves, fiatal streamer és influenszer akinek hatalmas követőtábora van. Régen Kurt vigyázott rá.                                                |
| DJ uNo                         | Sunny Kim            | Fiatal Instagram streamer és DJ. Kris közeli ismerőse.                                                                                            |
| Mario Papazian                 | John DeLuca          | Kurt egyik utasa. Instagram streamer. Kurt halálra gázolja az autójával.                                                                          |
| Frederick Pengler              | Linas Philips        | Kurt egyik utasa, akit egy mérgezett vízzel gyilkol meg a fiú.                                                                                    |
| Andrea Archer                  | Jessalyn Gilsig      | Kurt egyik utasa, akit egy mérgezett vízzel gyilkol meg a fiú.                                                                                    |
| Hall rendőrtiszt               | Sean Avery           | Rendőrnyomozók, akik leállítják Kurtöt a Taco árusnál.                                                                                            |
| Hernandez rendőrtiszt          | Victor Winters-Junco | Rendőrnyomozók, akik leállítják Kurtöt a Taco árusnál.                                                                                            |
| Daisy                          | Caroline Hebert      | Egy fiatal 23 éves lány, akivel Kurt összefut a Taco áursnál.                                                                                     |
| Angela Kunkle                  | Sara Lassner         | Kurt anyja, aki már a film elején a fiú áldozatává válik.                                                                                         |

## Rajongói szinkronfordítás
A VOICE HERO nevű magyar szinkronokkal foglalkozó YouTube csatorna 2022 márciusa és 2024 áprilisa között készítette el a film rajongói szinkronját, "Nézettségért mindent" címen. A projekt 2024. április 5-én debütált Videán.

## Előkészület
A film alapötletét Eugene Koltyarenko akkor találta ki, amikor értesült Logan Paul, a japán öngyilkos erdőben történt incidenséről. Úgy gondolta, ha valaki képes volt arra, hogy egy hullát levideózzon, arra is képes lesz a hírnévért, amire Kurt. A forgatás 2019 februárjában zajlott Los Angeles környékén. Keery és Koltyarenko szorosan együtt dolgoztak, hogy jobban kidolgozzák Kurt figuráját. Keery hogy valóságosabbá tegye, forgatott YouTube-videókhoz hasonló vlogokat, amiket végül a film nyitányában használtak fel. A további szereplők pedig tanulmányozták a YouTube-, Instagram- és TikTok-videókat, hogy jobban megértsék ezt a közösséget.

## Kiadás
A Spree-t a Sundance filmfesztiválon mutatták be 2020. január 24-én. Nem sokkal a bemutató után az RJLE Films 2 millió dollárt fizetett a film jogainak megszerzéséért. Az Egyesült Államokban hivatalosan 2020. augusztus 14-én jelent meg a mozikban és VOD-felületeken. DVD-n és Blu-Ray-en 2020. október 20-án jelent meg. 2022 májusában újra kiadták HBO Max Originalként

## Kritikusi vélemények
A Rotten Tomatoes kritikusi vélemények gyűjtőoldala 67%-ra értékelte a filmet 79 kritikus véleménye alapján, az IMDb átlagosan 6/10-re, míg a Metacritic oldalán 41 pontszámot ért el. Ezek vegyes vagy rossz kritikák. De mindegyik dicsérte Joe Keery teljesítményét a filmben.

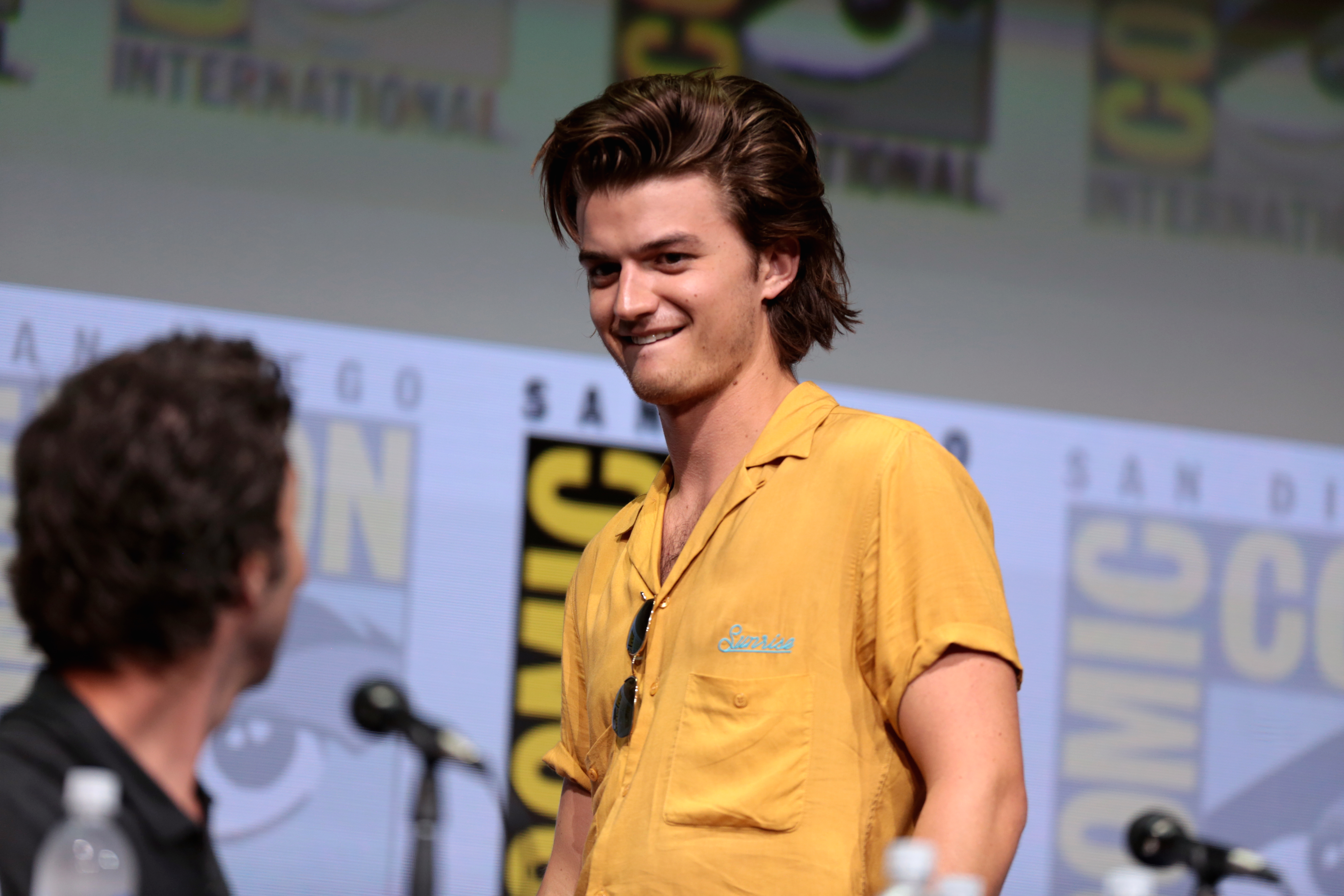
Joe Keery rengeteg dicséretet kapott az alakításáért

John DeForte, a The Hollywood Reporter munkatársa így vélekedett a filmről: "A Stranger Things Joe Keeryje olyan alattomosan és bájosan van bemutatva, hogy az ember könnyes elfelejtheti, hogy Kurt amúgy egy hidegvérű gyilkos. Ez a kettősség (pszichopata és kedves) olyan jól működik, hogy Keeryt dicséretet érdemel." Dan Jackson, a Thrilist munkatársa így nyilatkozott a filmről: "Keery teljesítménye azért kimagasló, mert a naiv komolyságot és a kiszámíthatatlan cinizmust kombinálta, és így tudta megalkotni Kurt karakterét, aki önmagát kényszeríti kétségbeesett cselekedetekre a nézőiért és a követőiért."
Jessica Klang, a Variety munkatársa már negatívan vélekedett a filmről: "Ha az embernek több ismétlődő figyelmeztetés kell arról, hogy mennyire gonosz lehet az internet, mint ahányszor megnyit egy alkalmazást a mobiltelefonján, akkor dobjon egy like-ot a Spree-re. Viszont akinek ez a figyelmeztetés nem kell, annak csak az a legjobb tanács, hogy kapcsolja ki a filmet, és nézzen inkább egy fát."